# Напад НОВЈ на Шолту маја 1944.
10. маја 1944. делови 26. далматинске дивизије НОВЈ уз подршку савезничке морнарице и ваздухопловства напале су немачка упоришта на острву Шолти. Десант на Шолту изведен је током ноћи 9/10. маја са Виса бродовима британске морнарице и морнарице НОВЈ. Упркос великом залагању јединица, напад није успео услед врло упорне и добро организоване немачке одбране и пристизања појачања из Сплита. Током ноћи 10/11. маја јединице су се вратиле на Вис.
Приликом повратка, немачки бродови потопили су један брод морнарице НОВЈ који је превозио рањенике. Тада је страдало око 60 рањеника НОВЈ и неколико немачких заробљеника.
Укупни немачки губици износили су 198 избачених из строја, док су јединице НОВЈ имале око 230 избачених из строја.

## Околности
Након неуспеха у одбрани Корчуле (операција Хербстгевитер II) Врховни штаб НОВЈ одустао је од фронталне одбране јадранских острва изузев Виса. Шолта, Брач и Хвар су евакуисани, и њих су поселе и утврдиле немачке трупе. 26. дивизија је мањим снагама које су се тајно искрцавале на ова острва непрекидно постављала заседе и наносила губитке немачким колонама, а у сарадњи са савезничким командосима, морнаричким и ваздухопловним јединицама и Морнарицом НОВЈ изводила је десанте и нападе већег обима на немачке посаде на острвима.
17. марта 1944. британски командоси искрцали су се на Шолти, уништили чету немачке 264. дивизије која је бранила острво и повукли се. 22-24. априла јединице 26. дивизије НОВЈ извеле су успешан десант на Корчулу, наневши тамошњој немачкој посади тешке губитке. Поновни напад на Шолту снаге 26. дивизије извеле су 10. маја. Затим је уследио десантни препад на Брач 2-5. јуна 1944.

## Ток напада
Заповест за напад на Шолту издао је штаб Осмог корпуса НОВЈ 4. маја 1944. За акцију је одређена Прва далматинска бригада, ојачана 3. батаљоном и водом минобацача 81 мм из 12. далматинске бригаде и батеријом брдских топова 75 мм корпусног брдског артиљеријског дивизиона. 9. маја после подне извршено је укрцавање у трупа луци Рукавац на Вису на савезничке десантно-јуришне чамце (типа ЛЦИ). Посебну транспортну колону формирали су енглеска коча "Sea Star", четири савезничка десантно-јуришна чамца типа ЛЦА и наоружани бродови Морнарице НОВЈ (НБ-4 и НБ-8). Овој колони били су прикључени: санитетски брод Марин II и моторни једрењак Дупин и један леут.
Током ноћи бродови су отпловили до Шолте и нешто после поноћи јединице су се искрцале на Шолту. У увалу Шешула на западној страни острва искрцали су се 1. батаљон Прве далматинске и 3. батаљон 12. далматинске бригаде. У ували Сењска на јужном делу острва искрцала су се остала три батаљона Прве далматинске. Јединице су током ноћи подишле главној немачкој утврђеној зони на острву у селу Грохоте и на висовима око увале Рогач. У 6:30 требало је да почне ваздушна и артиљеријска припрема, након које је требало да уследи јуриш на немачка утврђења.
Након претходних пораза на Шолти и Корчули Немци су знатно унапредили одбрану. Сталну посаду на Шолти чиниле су 3. и 7. чета 892. пука 264. дивизије. Отпорне тачке су утврђене за одбрану и обезбеђене бодљикавом жицом и минским пољима. Непосредну артиљеријску подршку у одбрани давала је артиљеријска формација са Чиова. Осматрачи су брзо открили искрцавање, па је немачки адмирал Јадрана обавештен већ у 3 часа ноћу. Команда је држала стално спремне резерве, па је пред сам напад као појачање искрцана још једна чета из Сплита под командом капетана Мормана. Тиме је посада ојачана на око 500 војника.
Након ликвидације спољних тачака одбране, јединице су се концентрисале за напад на центар немачке одбране. Артиљеријска припрема почела је на време, у 6:30, док је ваздушни напад нешто каснио. Овим су Немцима нанети извесни губици и потопљен је један брод, али није уништено ниједно немачко утврђење. У 7:00 почео је напад пешадије. Јединице су успеле да освоје нешто терена, али су претрпеле знатне губитке, а да немачки систем одбране при том није битније нарушен. Запречна артиљеријска ватра са Чиова деловала је врло ефикасно, а посебно тешке губитке јединицама НОВЈ нанеле су умешно постављене противпешадијске мине.
Напад је обнављан више пута у току дана уз подршку савезничких јуришних авиона. Немци су сабијени на малу јако утврђену зону у Грохотама, али одлучујући успех није постигнут. У току послеподнева штаб 26. дивизије донео је одлуку о обустављању напада. Да би обманули непријатеља и заштитили евакуацију, заштитни делови извели су још један демонстративни напад. Међутим, Немци су се, и сами претрпевши озбиљне губитке, ограничили на одбрану.
Непосредно по паду мрака, јединице НОВЈ су се укрцале на бродове и почела је евакуација. Истовремено је у Грохоте пристигло ново немачко појачање јачине једног батаљона.

## Повратак на Вис
Батаљони су се у пратњи савезничких ратних бродова безбедно вратили на Вис. Санитетски брод Марин II и моторни једрењак Дупин на које су укрцани рањеници нису били у стању да прате поморску формацију због мање брзине, па су пловили одвојено. Око поноћи немачко ваздухопловство извршило је снажан напад на вишку луку. Због тога брод Марин II није могао да уплови у луку, него се задржао на отвореном мору. Ту су га открили и потопили немачки торпедни чамци. Ту је страдало око 60 рањеника Прве и 12. далматинске бригаде, и један број немачких заробљеника.
Међутим, штаб немачког 15. брдског корпуса у извештају штабу Друге оклопне армије нагласио је да су „стални транспорти рањеника под знаком женевског Црвеног крста осмотрени и од стране немачких јединица није отварана ватра на њих".

## Оцене борбе
Обе стране позитивно су оцениле рад својих јединица у овој борби.
Иако се напад није завршио успехом, штаб Осмог корпуса НОВЈ оценио је да је залагање бораца било на високом нивоу и да је постигнуто колико се могло у датим околностима. Нарочито је истакнут 3. батаљон Прве далматинске за храброст и сналажљивост.
Штаб немачког 15. брдског корпуса овако је оценио залагање својих снага:
Наше јединице су се примерно тукле. Оне су се бориле без страха, жилаво и одлучно, упркос неуобичајено великим губицима (укупно 200 људи, то је преко половине посаде острва).
Штаб је посебно истакао капетана Мормана, командира интервентне чете из Сплита.
Немачке снаге имале су у борби 34 погинула (од чега три официра), 82 рањена и 82 нестала официра и војника.
Јединице НОВЈ претрпеле су у борби губитке од 40 погинулих и 129 рањених. Међу погинулима је и командант 3. батаљона 12. далматинске поручник Иван Драгобратовић. Поред тога, имали су око 60 погинулих приликом потапања санитетског брода Марин II.